# George W. Romney
George Wilcken Romney (ur. 8 lipca 1907 w Chihuahua, zm. 26 lipca 1995 w Bloomfield Hills) – amerykański polityk.

## Życiorys
Urodził się 8 lipca 1907 roku na terenie meksykańskiego stanu Chihuahua. Studiował na University of Utah i George Washington University, jednakże nie ukończył żadnej z tych uczelni. Rozpoczął działalność biznesową, pracując w Aluminum Company of America, a następnie w American Motors Corporation, którego został prezesem. W 1962 roku zaangażował się w działalność polityczną, zostając działaczem Partii Republikańskiej i kandydując z jej ramienia na stanowisko gubernatora Michigan. Wygrał wybory, a następnie uzyskał dwie kolejne reelekcje, pełniąc urząd do czasu rezygnacji w 1969 roku. W prawyborach, poprzedzających wybory w 1968 roku, bezskutecznie ubiegał się o nominację prezydencką. W 1969 roku prezydent Richard Nixon powołał go na stanowisko sekretarza urbanizacji. Funkcję tę pełnił do 1972 roku, kiedy to zastąpił go James Thomas Lynn. Romney zmarł 26 lipca 1995 roku w Bloomfield Hills i został pochowany w Brighton.
Był żonaty z Leonore LaFount, z którą miał czworo dzieci (w tym Mitta).

## Odznaczenia
- Prezydencki Medal Wolności – 2025, pośmiertnie[3][4][5]